# Rdestowiec ostrokończysty

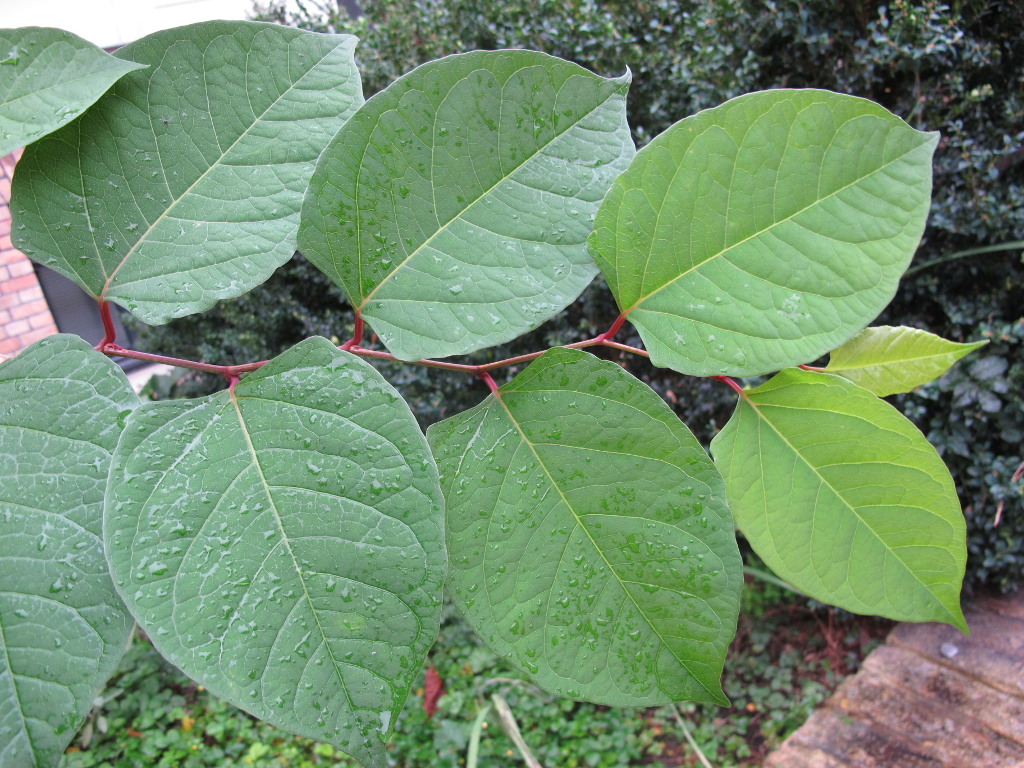
Liście

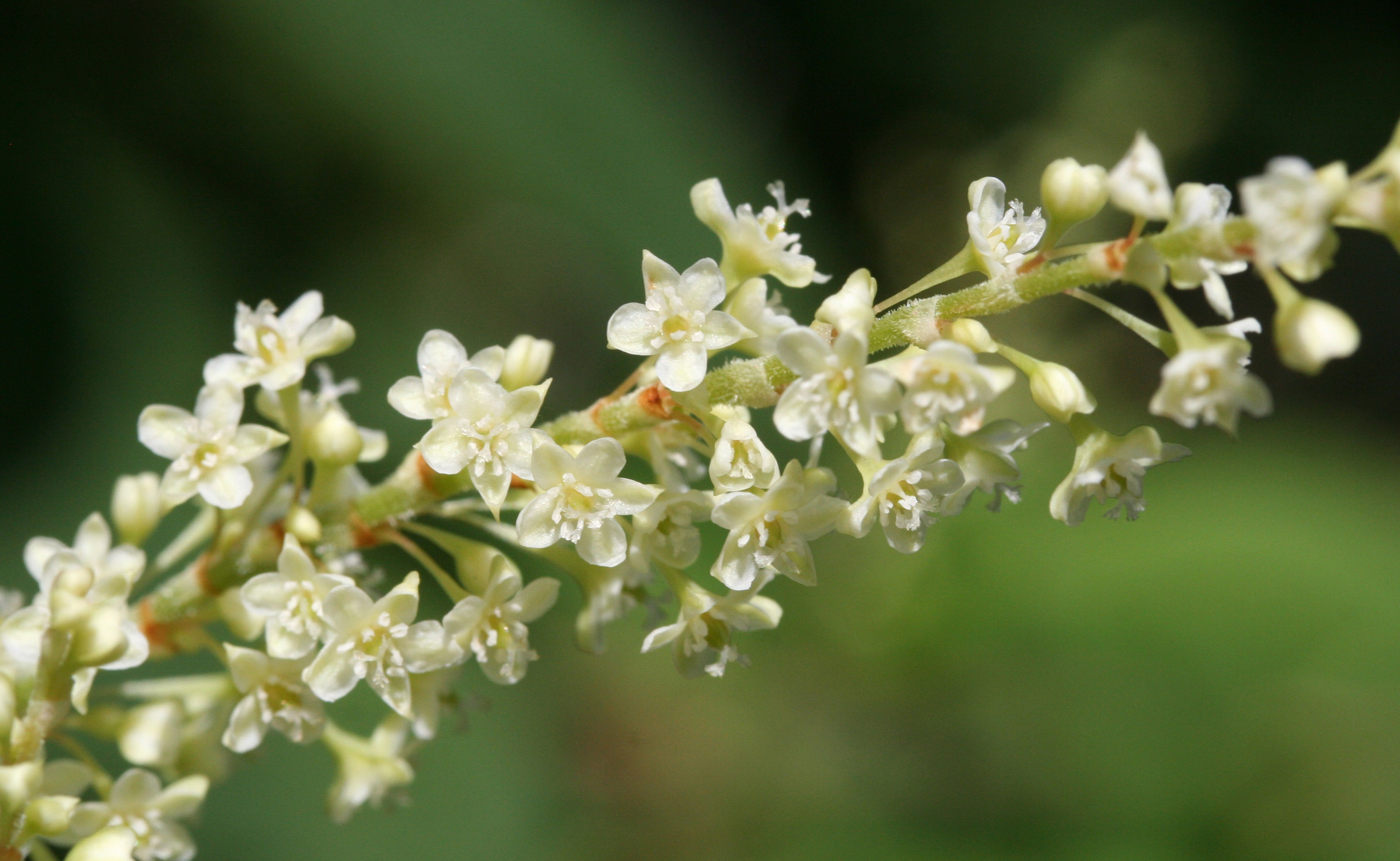
Kwiaty

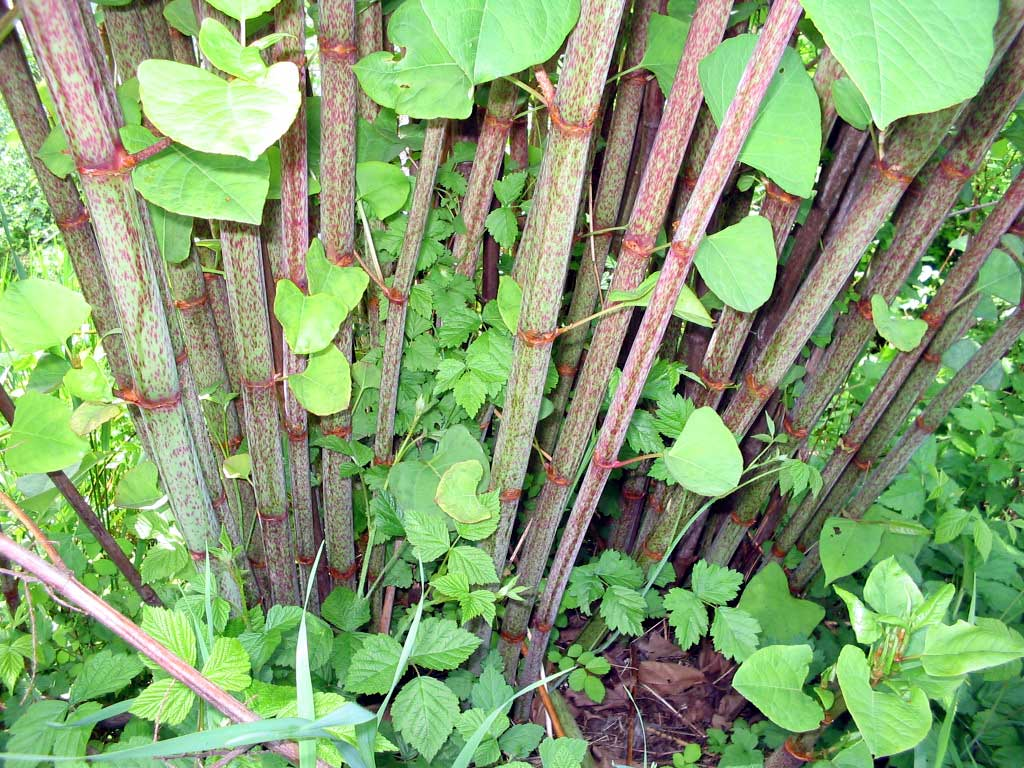
Łodygi

Rdestowiec ostrokończysty (Reynoutria japonica Houtt.) – gatunek rośliny z rodziny rdestowatych. Pochodzi ze wschodniej Azji, ale został szeroko rozprzestrzeniony. Uznawany za jeden ze 100 najbardziej inwazyjnych gatunków na świecie.

## Pochodzenie i zagrożenia
Pochodzi ze wschodniej Azji. Pierwotny jego zasięg obejmuje: Japonię, Koreę, Rosyjski Daleki Wschód, Tajwan i wschodnią część Chińskiej Republiki Ludowej. Do Europy sprowadzony został w 1825 r. i samorzutnie rozprzestrzenił się w środowisku. Jest gatunkiem inwazyjnym, bardzo ekspansywnym. Obecnie występuje dość pospolicie w całej Polsce i coraz bardziej rozprzestrzenia się. Status gatunku we florze Polski: kenofit, agriofit. Uważany jest za gatunek niepożądany w środowisku naturalnym, gdyż wypiera rodzime gatunki. Zalecane jest usuwanie go przed okresem kwitnienia i późniejsze niszczenie mechaniczne (łatwo odrasta), najlepiej metodą siatkowania, bez przekopywania, które mogłoby rozprzestrzenić kłącza.

## Morfologia
PokrójRoślina zielna o tęgich pędach osiągających do 3 m wysokości, wyrastających w gęstych łanach.
Organy podziemneKłącze z którego wyrastają długie podziemne rozłogi o grubości do 8 mm, z których w węzłach wyrastają pączki i korzenie. Rozłogi sięgają zwykle na odległość do 7 m od pędów nadziemnych, rzadko nawet na 20 m.
ŁodygiWzniesione i łukowato wygięte, często mniej lub bardziej powyginane zygzakowato, rozgałęziające się. Są nagie i karbowane, często czerwono nabiegłe, puste wewnątrz. Podzielone są na węzły i międzywęźla co nadaje im podobieństwa do pędów bambusów.
LiścieWyrastają w dwóch szeregach na łodydze, przy czym w dole pędu szybko opadają. Blaszka jest sztywna, jajowato-trójkątna, o długości 5–12 cm (rzadziej do 15 cm), u nasady prosto ucięta, na wierzchołku długo zaostrzona. Blaszka wzdłuż brzegów szorstka z powodu gruczołkowatych ząbków rozmieszczonych nierównomiernie. Od spodu na blaszce znajdują się także brunatnożółte gruczołki. Ogonek liściowy jest krótki (do 1/5 długości blaszki), u nasady z błoniastą, krótką gatką, wzdłuż brzegu delikatnie ząbkowaną.
KwiatyZebrane po 2–4 w dość luźne skrętki, które tworzą rozgałęzione wielokwiatowe kwiatostany złożone wyrastające po kilka w kątach górnych liści. Rozgałęzienia kwiatostanu osiągają do 12 cm długości i ich osi są gęsto owłosione. Kwiaty są rozdzielnopłciowe. Ich okwiat jest 5-krotny, o długości do 2,5 mm, białawy lub białozielonkawy. Trzy zewnętrzne listki są wzdłuż grzbietu oskrzydlone i ich skrzydełka schodzą wzdłuż do połowy szypułki. Słupek z trzema wolnymi szyjkami. Pręciki w liczbie 8 (rzadziej 7) mieszczą się wewnątrz okwiatu.
OwoceTrójgraniaste orzeszki o długości 4 mm, gładkie i błyszczące.
Gatunki podobneRdestowiec sachaliński R. sachalinensis ma liście wyraźnie większe (od 15 do 30 cm długości), dolne liście mają wyraźnie sercowatą nasadę, górne są ucięte, od spodu blaszka jest owłosiona, wierzchołek blaszki zakończony jest tępy. Ze względu na pośrednie cechy trudniejszy do odróżnienia jest mieszaniec między tymi gatunkami – rdestowiec czeski R. × bohemica. Jego liście osiągają pośrednie rozmiary – do 23 cm długości i 20 cm szerokości, nasada dolnych liści jest lekko sercowata, od spodu na blaszce występują włoski, przy czym ograniczone głównie do nerwów, czasem słabo zauważalne (pomaga przegięcie liścia).

## Biologia i ekologia
Bylina, geofit ryzomowy. Kwitnie od sierpnia do września, czasem jeszcze w październiku, a w przypadku roślin uszkodzonych, o spóźnionym kwitnieniu może ono trwać do pierwszych przymrozków. Kwiaty zapylane są przez owady.
W obrębie pierwotnego zasięgu rośnie w miejscach otwartych i wilgotnych, na stokach gór i wzgórz, skrajach lasów, brzegach cieków i przydrożach. Wyrasta na zróżnicowanych glebach, w tym na wulkanicznych jako gatunek pionierski. 
Siedlisko: zarośla i lasy na siedliskach łęgowych, przydroża, nasypy kolejowe i inne siedliska ruderalne. Jest rośliną miododajną.
W warunkach Polski roślina nie wytwarza nasion. Rośliny występujące w Europie Środkowej są bowiem klonami rozmnażającego się wegetatywnie za pomocą kłączy i rozłogów okazu zawiązującego tylko kwiaty żeńskie. W ojczyźnie, poza takimi roślinami występują także takie, które zawiązują kwiaty obupłciowe. Do rozmnażania wegetatywnego wystarcza fragment pędu podziemnego o długości 1 cm o masie 0,7 g lub fragment pędu nadziemnego z pojedynczym choćby węzłem. 
Łanowy wzrost, silne zacienienie, tworzenie wolno rozkładającej się i grubej warstwy opadłych liści i łodyg oraz oddziaływanie allelopatyczne powodują, że gatunek ten skutecznie wypiera inne rośliny z miejsc występowania.

## Systematyka i zmienność
Tworzy mieszańca z rdestowcem sachalińskim (występującego również w Polsce) noszącego nazwę rdestowiec czeski (Reynoutria × bohemica Chrtek & Chrtkova).

## Stan prawny
Rdestowiec ostrokończysty jest w Polsce gatunkiem inwazyjnym stwarzającym zagrożenie, rozprzestrzenionym na szeroką skalę.

## Zastosowanie
- Początkowo, po sprowadzeniu go do Europy był uprawiany w ogrodach botanicznych i parkach dworskich. Ponieważ dla pszczelarzy był cenną rośliną miododajną, ze względu na swój późny okres kwitnienia, był też w tym celu uprawiany na ogródkach działkowych i wysiewany na nieużytkach[potrzebny przypis].
- Jest rośliną energetyczną, charakteryzującą się dużym przyrostem biomasy i dużą jej wartością energetyczna (17,2 MJ/kg). 1 ha uprawy może dać 580 GJ energii. Szybki przyrost i łatwe odnawianie się ścinanych pędów, które to cechy tak utrudniają jego wyeliminowanie ze środowiska naturalnego, na uprawach energetycznych roślin są wielką zaletą[potrzebny przypis]. Mimo walorów produkcyjnych problemy z eliminacją rośliny w przypadku zakończenia uprawy w zasadzie wykluczają jej praktyczne zastosowanie[14].
- Stanowi źródło resweratrolu[15]. Obecnie większość dostępnych suplementów zawierających resweratrol jest uzyskiwanych z tej rośliny[16].
- Kłącza rdestowców są źródłem substratów cyklu peroksydacji laktoperoksydazy. W związku tym zwiększają one działanie przeciwdrobnoustrojowe tego enzymu[17].